# قصير عملاق
القُصَيْر العملاق أو أم لقف العملاق (الاسم العلمي: Dorstenia gigas)، نبات مُزهر من فصيلة التوتية. إنهُ نباتٌ عصاريّ موطنه جزيرة سقطرى اليمنية قبالة ساحل القرن الإفريقي.